# Gyilkos bábok 4.
A Gyilkos bábok 4. (Puppet Master 4) egy 1993-as direkt-videóra kiadott horrorfilm, melyet Douglas Aarniokoski írt, és Jeff Burr rendezett. Ez a negyedik film a Gyilkos bábok franchise-ban, az 1991-es Gyilkos bábok 2. folytatása. A főszerepet Gordon Currie alakítja, mint ifjú tudós, a bábmester szerepében Guy Rolfe, valamint Chandra West, Ash Adams és Teresa Hill látható. A filmhez készült magyar nyelvű felirat.

## Történet
Egy mesterséges intelligencia projekten dolgozó fiatal tudós, Rick Myers (Gordon Currie), aki birtokában van Toulon féltett ősi titkának, most az ördögi egyiptomi Sutekh névre hallgató démon, gremlisztikus (kobold) Totem-szerű lényeinek célpontja lesz. A lények megkísérlik megállítani kutatásában, és visszaszerezni az ”élet titkát”, amellyel a pusztítás útjára lépnének. Azonban Ricknek van egy titkos fegyvere, amelyet társának tudhat, és ott van a legújabb bábja...Decapitron.

## Szereplők
- Guy Rolfe – Andre Toulon
- Gordon Currie – Rick Myers
- Chandra West – Susie
- Ash Adams – Cameron
- Teresa Hill – Lauren
- Felton Perry – Dr. Carl Baker
- Stacie Randall – Dr. Leslie Piper
- Michael Shamus Wiles – Stanley
- Dan Zukovic – Delivery Man
- Jake McKinnon – Sutekh (Uncredited)

## A filmben szereplő bábok listája
- Blade
- Pinhead
- Jester
- Tunneler
- Six Shooter
- Decapitron
- Totem
- Torch (csak a moziposzteren)
- Mephisto (csak Toulon poszterén)

## Kritikai fogadtatás
- A Rotten Tomatoes esetében a film 5628 felhasználó értékelése alapján 34%-os minősítést kapott.[1]
- Az IMDb filmadatbázon 5.3 ponton állt 2018 novemberében.[2]
- ”A Puppet Master 4 minőségibb rész, mint a korábbi epizódok. A Full Moon Entertainment meg is tette az erőfeszítéseket ennek érdekében. Jeff Burr-t remek ötlet volt rendezői székbe ültetni. Annak ellenére, hogy volt nem túl tapasztalt (középszerű filmek folytatásait vezényelt leginkább (Pumpkinhead II, Bőrpofa: Texasi láncfűrészes mészárlás III., A mostohaapa 2) , tehát nem sok rutinja volt a szakmában a nagy nevek mellett, igen szórakoztató filmet rakott össze. A képi világ sokkal jobb, mint a szokásos Full Moon filmeknél általában. Jó ötlet volt, hogy a Full Moon meglepett bennünket egy új bábuval , ezúttal Decapitron formájában. Azonban a neve nem túl találó. Nem kaphatott volna egy értelmes nevet?? Decapitron cserélhető fejekkel rendelkezik, amelyek közül az egyik fura egy elektromos gömb, a  másikkal, André Toulon (ismét a nagyszerű Guy Rolfe) fejét varázsolja elő, aki a bábokat tanácsokkal látja el. Micsoda?! Hát sok mindent elnézek, de ezt nem tudom szó nélkül hagyni! A kiváló David Allen munkáját ezúttal sajnos mellőzték." [3]
- "A Puppet Master 4 a franchise legszórakoztatóbb része! Természetesen érezni rajta az alacsony költségvetést, de az alkotók kihozták a maximumot a ráfordított összegből. Nagyon szórakoztató volt, akár a franchise remake-je is lehetne. Mulatságos volt a démoni Sutekh és a Totem, remekül néznek ki. Toulon (Guy Rolfe) szelleme Decapitron fején azonban nagyon szánalmas. A báb animációk nem hozzák a korábbi epizódok minőségét, azonban akadnak itt is jó stop-motion-ok, például mikor a bábok megpróbálják elpusztítani a Totemeket, Six Shooter és Pinhead közös jelenete, Tunneler öldöklése, és Decapitron ébredése, fej-illesztése.” [4]

## Megjelenés
A Gyilkos bábok 4. Blu-ray disc-en megjelent a Full Moon Features kiadásában 2015. október 12.-én a Az Amerikai Egyesült Államokban.
A film hazánkban semmilyen videó formátumban nem került forgalmazásba.

## Háttér
A Gyilkos bábok 4. alcíme eredetileg a "The Demon" volt. Eredetileg 1993 októberére tervezték kiadni a filmet, ám végül ez a dátum, november végére csúszott át. Torch (melyet Toulon a Gyilkos bábok 2.-ben készített) látható a VHS / DVD tok borítóján, ám a filmben nem szerepel. A Puppet Maaster 4 trailer-e a Mordrid doktor című film zenét használja alapul. A látványt annak a John P. Cazin-nak köszönhetjük, aki a Csillagkapu, illetve Batman és Robin speciális effektusait készítette.